# Osoedro

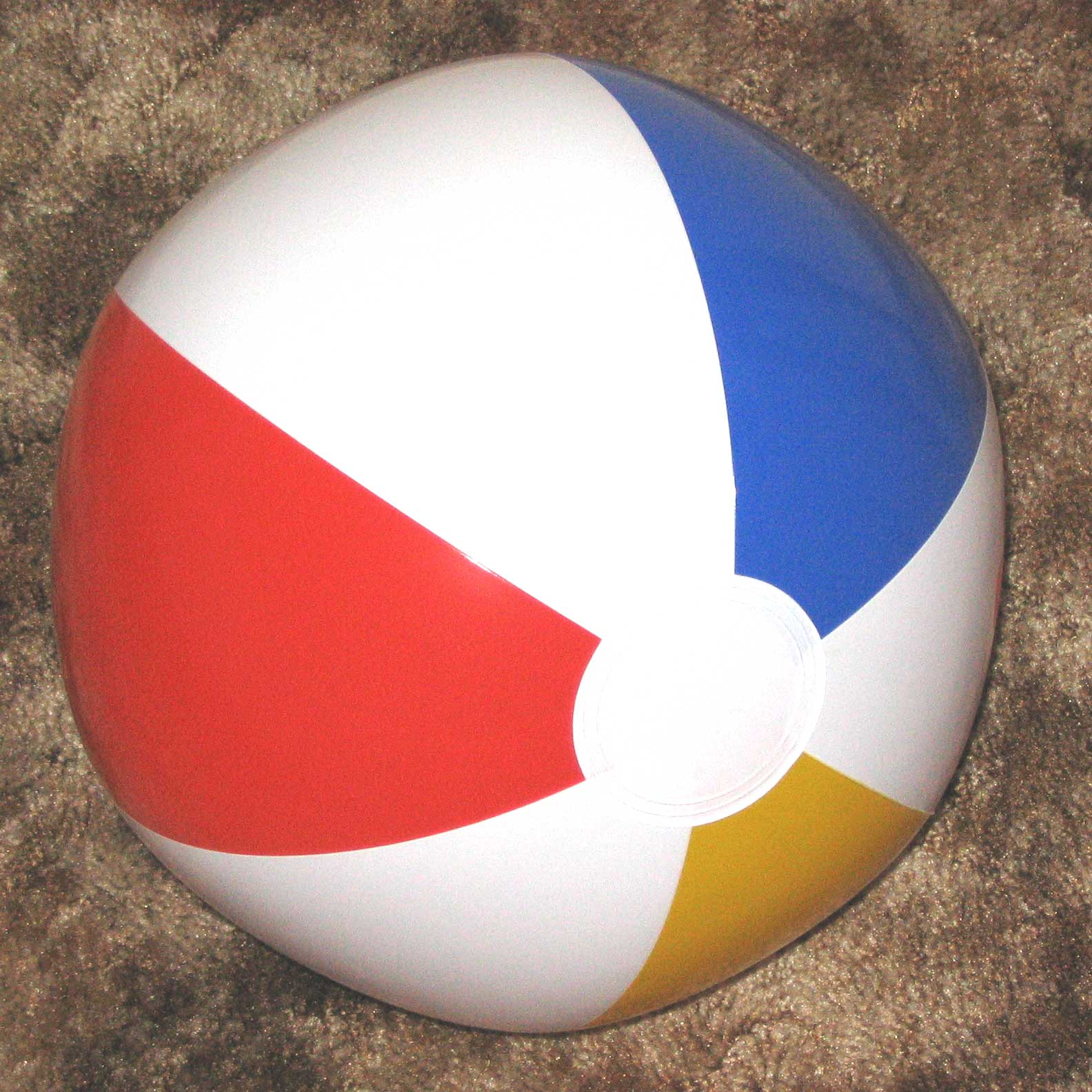
Se le toppe che ha ai poli fossero rimosse, questa palla da spiaggia sarebbe un osoedro esagonale, con 6 facce a forma di fuso sferico.

In geometria, un osoedro n-gonale è la tassellatura di una superficie sferica realizzata con fusi sferici disposti in modo tale che tali fusi condividano i due stessi punti antipodali.
Un osoedro n-gonale regolare ha simbolo di Schläfli {2, n}, con ogni fuso sferico avente un angolo diedro pari a 2π/n radianti (360/n gradi).

## Osoedri come poliedri regolari
Ogni poliedro regolare avente simbolo di Schläfli {m, n} ha un numero di facce poligonali pari a:
{\displaystyle N_{2}={\frac {4n}{2m+2n-mn}}.}
Le uniche soluzioni per m ed n interi e ≥ 3 sono i solidi platonici, in cui la condizione m ≥ 3 implica che le facce poligonali debbano avere almeno tre lati. Quando però si considerano i poliedri come una tassellatura sferica, allora tale restrizione può essere eliminata, poiché su una sfera si possono rappresentare digoni (ossia 2-goni) come fusi sferici aventi area maggiore di zero. 
Ammettendo la possibilità che m possa essere uguale a 2 si ha
{\displaystyle N_{2}={\frac {4n}{2\times 2+2n-2n}}=n,}
e si introduce quindi una nuova, infinita classe di poliedri regolari, ossia gli osoedri. Su una superficie sferica, il poliedro {2, n} è rappresentato come n fusi sferici adiacenti, con angolo diedro pari a 2π/n e che condividono due vertici.
| Un osoedro trigonale regolare, {2,3}, rappresentato come una tassellatura composta da 3 fusi sferici su una sfera. | Un osoedro tetragonale regolare, {2,4}, rappresentato come una tassellatura composta da 3 fusi sferici su una sfera. |

| Spazio                      | Sferico            | Sferico          | Sferico           | Sferico             | Sferico             | Sferico           | Sferico            | Sferico            | Sferico            | Sferico            | Sferico              | Sferico              | Sferico | Euclideo             |
| --------------------------- | ------------------ | ---------------- | ----------------- | ------------------- | ------------------- | ----------------- | ------------------ | ------------------ | ------------------ | ------------------ | -------------------- | -------------------- | ------- | -------------------- |
| Nome della tassellatura     | Osoedro monogonale | Osoedro digonale | Osoedro trigonale | Osoedro tetragonale | Osoedro pentagonale | Osoedro esagonale | Osoedro ettagonale | Osoedro ottagonale | Osoedro ennagonale | Osoedro decagonale | Osoedro undecagonale | Osoedro dodecagonale | ...     | Osoedro apeirogonale |
| Immagine della tassellatura |                    |                  |                   |                     |                     |                   |                    |                    |                    |                    |                      |                      | ...     |                      |
| Simbolo di Schläfli         | {2,1}              | {2,2}            | {2,3}             | {2,4}               | {2,5}               | {2,6}             | {2,7}              | {2,8}              | {2,9}              | {2,10}             | {2,11}               | {2,12}               | ...     | {2,∞}                |
| Diagramma di Coxeter-Dynkin |                    |                  |                   |                     |                     |                   |                    |                    |                    |                    |                      |                      | ...     |                      |
| Facce e spigoli             | 1                  | 2                | 3                 | 4                   | 5                   | 6                 | 7                  | 8                  | 9                  | 10                 | 11                   | 12                   | ...     | ∞                    |
| Vertici                     | 2                  | 2                | 2                 | 2                   | 2                   | 2                 | 2                  | 2                  | 2                  | 2                  | 2                    | 2                    | ...     | 2                    |
| Incidenza dei vertici       | 2                  | 2.2              | 23                | 24                  | 25                  | 26                | 27                 | 28                 | 29                 | 210                | 211                  | 212                  | ...     | 2∞                   |

## Simmetria caleidoscopica
Le 2n facce digonali di un 2n-osoedro, {2,2n}, rappresentano il dominio fondamentale della simmetria diedrale in tre dimensioni: la simmetrica ciclica Cnv, [n], (*nn), ordine 2n. I domini di riflessione possono essere mostrati come fusi sferici colorati alternativamente come fossero immagini speculari.
Sezionando ogni fuso sferico con una circonferenza massima passante per l'equatore, in modo da creare due triangoli sferici,  si crea una bipiramide n-gonale che rappresenta la simmetria diedrale Dnh, ordine 4n.
| Simmetria (ordine 2n) | Cnv, [n]                                 | C1v, [ ] | C2v, [2] | C3v, [3] | C4v, [4] | C5v, [5] | C6v, [6] |
| Osoedro 2n-gonale     | Simbolo di Schläfli {2,2n}               | {2,2}    | {2,4}    | {2,6}    | {2,8}    | {2,10}   | {2,12}   |
| --------------------- | ---------------------------------------- | -------- | -------- | -------- | -------- | -------- | -------- |
| Immagine              | Domini fondamentali con colori alternati |          |          |          |          |          |          |

## Relazione con il solido di Steinmetz
Un osoedro tetragonale è topologicamente equivalente al solido bicilindrico di Steinmetz, dato dall'intersezione di due cilindri perpendicolari.

## Poliedri correlati
Il poliedro duale dell'osoedro n-gonale, {2, n}, è il diedro n-gonale, {n, 2}; un caso speciale è dato dal poliedro {2,2}, che è auto-duale essendo sia un osoedro che un diedro.
Un osoedro può essere modificato nello stesso modo degli altri poliedri per produrre tutta una serie di variazioni troncate, in particolare il troncamento di un osoedro n-gonale porta alla formazione di un prisma n-gonale troncato.

## Osoedro apeirogonale
In condizioni di limite, un osoedro diventa un osoedro apeirogonale rappresentando una tassellatura bidimensionale:

## Osotopi
Così come i poliedri sono politopi tridimensionali, allo stesso modo un osoedro è un particolare osotopo a tre dimensioni. Un osotopo regolare a più di 3 dimensioni e rappresentato in notazione di Schläfli come {2,p,...,q} ha due vertici, ognuno dei quali avente una figura al vertice con simbolo di Schläfli {p,...,q}. Un osotopo bidimensionale, {2}, è invece un digono.

## Etimologia
Si ritiene che il termine "osoedro" derivi dal greco ὅσος (hosos) che significa "quanto, quanto grande", volendo dare l'idea che un osoedro può avere quante facce si desidera.